# Frank Irons
Francis "Frank" Cleveland Irons (Des Moines, 23 de março de 1886 - Palatine, 19 de junho de 1942) foi um saltador e campeão olímpico norte-americano.
Em Londres 1908, "Frank" competiu no salto em distância sem corrida (não mais existente) e no salto triplo, onde conseguiu apenas ficar em posições intermediárias. Foi no último dos saltos disputados, o salto em distância, que ele conquistou a medalha de ouro, com a marca de 7,48 m, um novo recorde olímpico.
Em Estocolmo 1912, favorito para repetir o ouro na prova, ficou apenas na oitava colocação. Nesta mesma edição, participou do primeiro torneiro de exibição do baseball nos Jogos Olímpicos.